# Al-Midya
al-Midya, en arabe : المدية, est un village du gouvernorat de Ramallah et Al-Bireh en Palestine. Il est situé à 18,9 km à l'ouest de Ramallah et au centre de la Cisjordanie.
Selon le recensement du bureau central palestinien des statistiques, la localité compte une population de 1 533 habitants en 2017.